# Subaru Baja
Der Subaru Baja war ein von dem japanischen Automobilhersteller Subaru von Anfang 2002 bis Mitte 2006 in den USA angebotener viertüriger Pick-up auf PKW-Basis.
Der Baja bediente sich technisch bei den Modellen Legacy und Outback. Er wurde wie diese für den US-Markt im Subaru-Werk Lafayette in Indiana hergestellt, weshalb der Herstellername SIA (Subaru of Indiana Automotive) enthält.

## Geschichte
Dem Serienmodell vorausgegangen war im Jahr 2000 eine Studie namens STX, die zwar das Konzept des PKW-basierten Pick-ups nicht neu erfand, aber wiederbelebte, nachdem es die ähnlich konzipierten Ford Ranchero, Chevrolet El Camino und Subarus eigenen BRAT seit über zehn Jahren nicht mehr gab.
Der Baja war 15 Zentimeter länger als der Outback und bot eine viertürige Passagierkabine, hinter der sich eine 1040 mm lange offene Ladefläche mit hinterer Ladeklappe befand. Die Rücksitzbank ließ sich ebenso umlegen wie eine dahinter befindliche kleine Klappe in der Rückwand, wodurch sich eine 1900 mm lange Ladefläche ergab.
Mit diesem vielseitigen Konzept konkurrierte der Baja gegen wesentlich größere und verbrauchsintensivere US-Modelle wie den Chevrolet Avalanche und den Ford Explorer Sport Trac. Subaru wandte sich mit dem Baja an eine junge sportliche Klientel, die die Vorzüge der relativ kleinen Abmessungen und des Subaru-typischen Allradantriebs erkannte. Zubehör wie die Fahrradträger unterstrichen das Marketingziel des Baja noch.
Der Baja erfuhr eine laue Aufnahme. Subaru-Freunde beklagten den Mangel an Werbung für das Modell, die verspätete Einführung einer Turboversion, den anfänglich hohen Preis, die unansehnlichen Plastikschutzschilde an den Flanken und die ungewöhnliche gelb-silberne Farbgebung der ersten Modelle.
Anfang 2003 importierte Subaru Deutschland 153 Baja Sport und bot sie, nach geringfügigen Modifizierungen der Lichtanlage für den deutschen Markt, zum Verkauf an.
In viereinhalb Jahren verkaufte Subaru vom Baja weltweit nur 30.000 Stück.

Im Mai 2006 wurde die Herstellung des Baja ohne großes Aufsehen beendet.

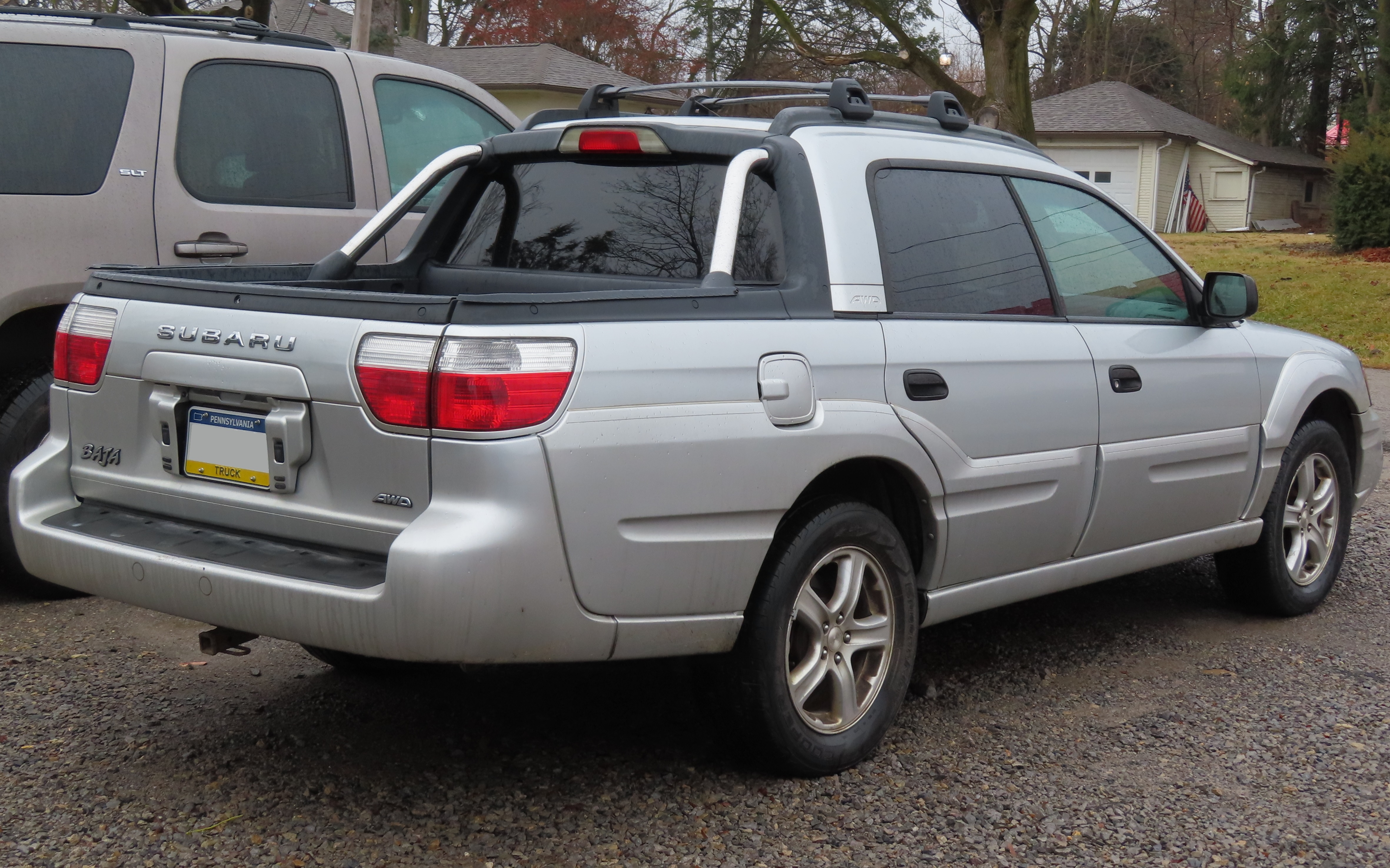
Heckansicht
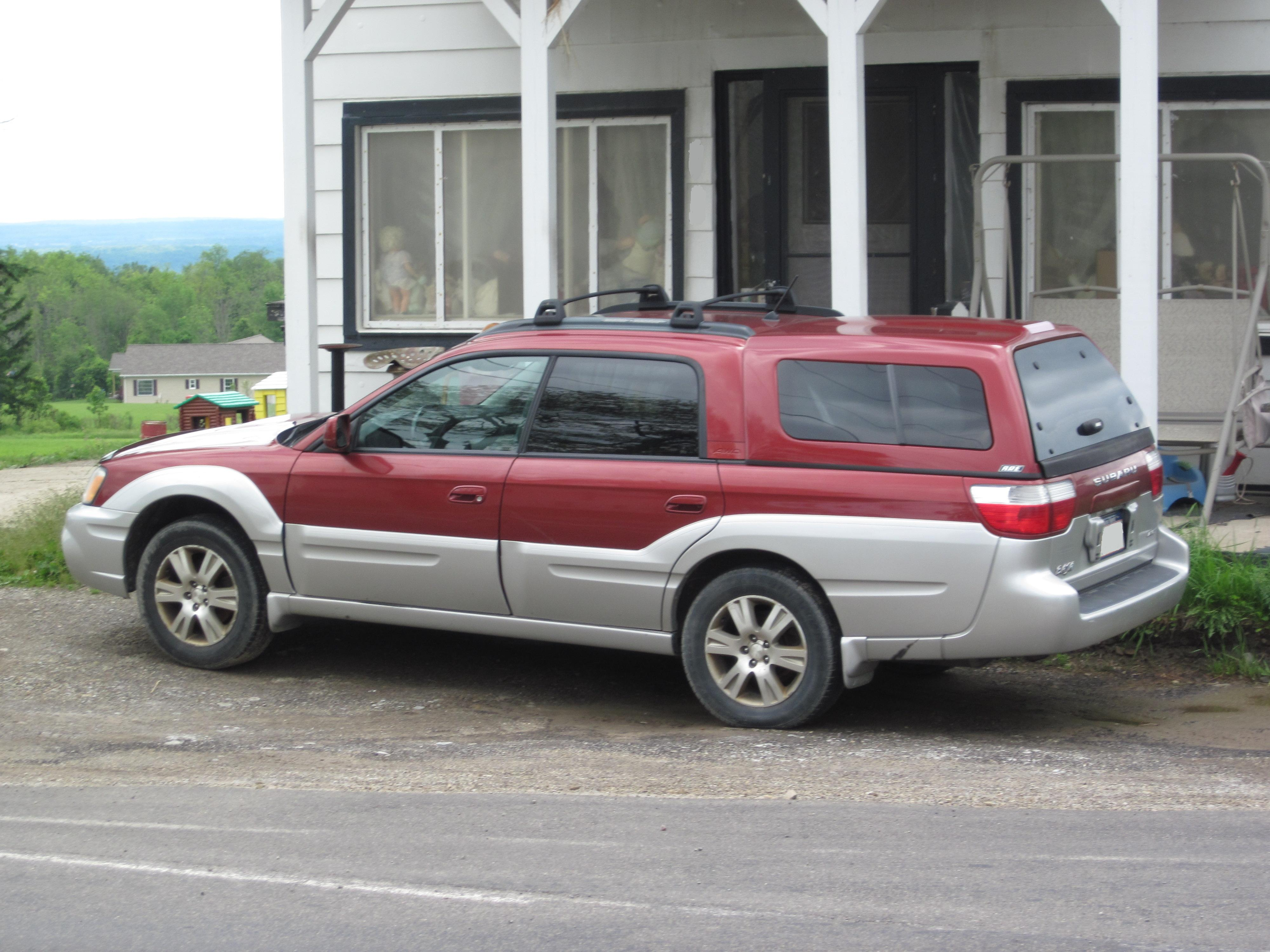
Mit Ladeflächenaufbau
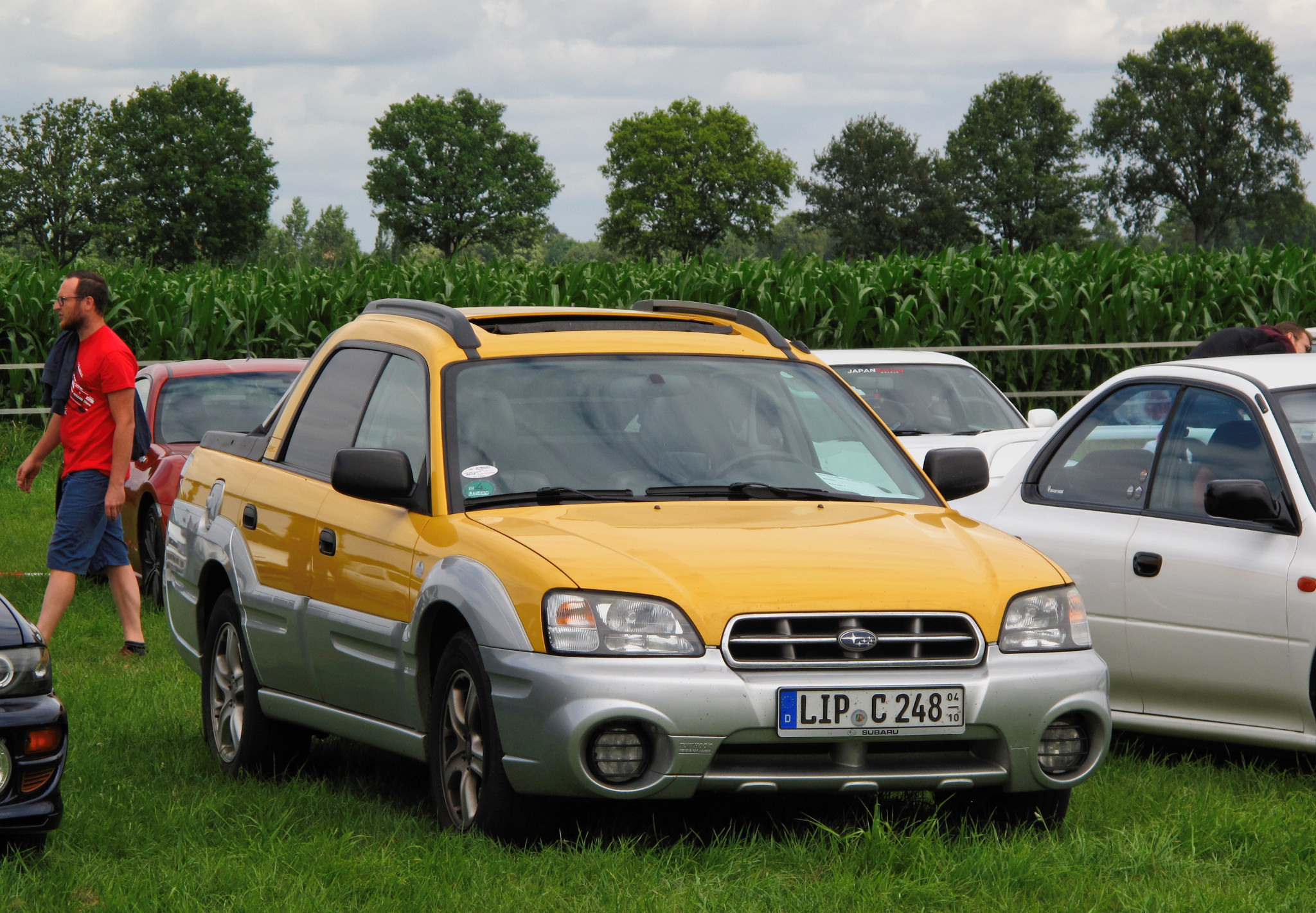
Zweifarbiges deutsches Modell

### Änderungen zum Modelljahr
- 2003:

Das anfangs lieferbare Modell besaß serienmäßig Ledersitze, einen elektrisch verstellbaren Fahrersitz und ein Schiebedach. Angesichts des zunächst hohen Preises lancierte das Werk eine sparsamer ausgestattete Sport-Version mit Stoffbezügen und manuell zu verstellenden Sitzen, die im Laufe des Jahres präsentiert wurde. Dem Sport fehlten ferner Außentürgriffe und Rückspiegelgehäuse in Wagenfarbe, Lederlenkrad und -schaltmanschette, die Ausstiegsleuchten in den vorderen Türen und der Zündschlüssel mit integrierter Leuchte.
- 2004:

Zum Modelljahr 2004 wurde der 2.5 Turbo mit Stoff- oder Lederinterieur, Schaltgetriebe oder Halbautomatik, großer Hutze auf der Motorhaube und Türgriffen und Rückspiegelgehäusen in Wagenfarbe eingeführt. Der Baja Sport entsprach im Ganzen dem Vorjahresmodell, bot aber neue Lackfarben. Bei allen Modellen wurde die Bodenfreiheit erhöht.
- 2005:

Außer neuen Farben und einigen kleinen Detailänderungen wurde nichts verändert. Alle Modelle erhielten eine Steckdose in der Mittelkonsole und Kartentaschen in den Rückseiten der Vordersitzlehnen; Turbo-Modelle mit Lederausstattung dazu eine neue Laderaum-Abdeckplane.
- 2006:

Im letzten Modelljahr wurde der Baja nur noch in drei einfarbigen Lackierungen angeboten. Der Turbo konnte gegen Aufpreis mit einem Ausstattungspaket geordert werden, das Lederausstattung, Sitzheizung, spezielle Alufelgen, eine feste Laderaumabdeckung und Automatikgetriebe umfasste. Bei allen Modellen wurde der Diebstahlschutz verbessert.